# ارين مارتن
ارين مارتن (بالإنجليزية: Warren Martin)‏ هو ملحن أمريكي، ولد في 1916، وتوفي في 1982.

## وصلات خارجية
- ارين مارتن على موقع ميوزك برينز (الإنجليزية)
- ارين مارتن على موقع ديسكوغز (الإنجليزية)